# Remo nos Jogos Olímpicos de Verão da Juventude de 2010 - Dois sem masculino
As provas do Dois sem masculino do remo nos Jogos Olímpicos de Verão da Juventude de 2010 foram realizadas entre os dias 15 e 18 de agosto, no Marina Reservoir, em Cingapura. 13 duplas estavam inscritas neste evento.

## Medalhistas
|  | SLO Eslovênia             |  | GRE Grécia                               |  | AUS Austrália               |
|  | Jure Grace Grega Domanjko |  | Michalis Nastopoulos Apostolos Lampridis |  | Matthew Cochran David Watts |

## Eliminatórias
- Regras de classificação: 1-3→SA/B, 4→R

### Bateria 1
15 de agosto, 12:00 (UTC+8)
| Pos. | Nome                                      | País          | Tempo   | Notas    |
| ---- | ----------------------------------------- | ------------- | ------- | -------- |
| 1    | Michalis Nastopoulos, Apostolos Lampridis | GRE Grécia    | 3:08.28 | Q - SA/B |
| 2    | Jure Grace, Grega Domanjko                | SLO Eslovênia | 3:09.28 | Q - SA/B |
| 3    | Nikola Simović, Vuk Matović               | SRB Sérvia    | 3:10.54 | Q - SA/B |
| 4    | Onat Kazakli, Ogeday Girisken             | TUR Turquia   | 3:14.17 | R        |
| 5    | Yasin Khan, Gurpreet Singh                | IND Índia     | 3:18.86 | R        |

### Bateria 2
15 de agosto, 12:10 (UTC+8)
| Pos. | Nome                               | País             | Tempo   | Notas    |
| ---- | ---------------------------------- | ---------------- | ------- | -------- |
| 1    | Ed Nainby-Luxmoore, Caspar Jopling | GBR Grã-Bretanha | 3:13.96 | Q - SA/B |
| 2    | Teri Georgiev, Veselin Rusinov     | BUL Bulgária     | 3:15.82 | Q - SA/B |
| 3    | Asier Alonso, Ander Zabala         | ESP Espanha      | 3:16.49 | Q - SA/B |
| 4    | Siarhei Valadzko, Roman Budzko     | BLR Bielorrússia | 3:25.75 | R        |

### Bateria 3
15 de agosto, 12:20 (UTC+8)
| Pos. | Nome                                | País          | Tempo   | Notas    |
| ---- | ----------------------------------- | ------------- | ------- | -------- |
| 1    | Matthew Cochran, David Watts        | AUS Austrália | 3:10.92 | Q - SA/B |
| 2    | Mile Čakarun, Mate Ledenko          | CRO Croácia   | 3:14.96 | Q - SA/B |
| 3    | Benoît Demey, William Chopy         | FRA França    | 3:16.92 | Q - SA/B |
| 4    | Bernardo Nannini, Marco di Costanzo | ITA Itália    | 3:23.22 | R        |

## Repescagem
- Regras de classificação: 1-3→SA/B, 4→Eliminado

16 de agosto, 12:05 (UTC+8)
| Pos. | Nome                                | País             | Tempo   | Notas    |
| ---- | ----------------------------------- | ---------------- | ------- | -------- |
| 1    | Onat Kazakli, Ogeday Girisken       | TUR Turquia      | 3:25.12 | Q - SA/B |
| 2    | Bernardo Nannini, Marco di Costanzo | ITA Itália       | 3:26.33 | Q - SA/B |
| 3    | Yasin Khan, Gurpreet Singh          | IND Índia        | 3:29.47 | Q - SA/B |
| 4    | Siarhei Valadzko, Roman Budzko      | BLR Bielorrússia | 3:33.32 |          |

## Semifinais A/B
- Regras de classificação: 1-3→FA, 4-6→FB

### Semifinal A/B 1
17 de agosto, 11:45 (UTC+8)
| Pos. | Nome                                      | País             | Tempo   | Notas  |
| ---- | ----------------------------------------- | ---------------- | ------- | ------ |
| 1    | Michalis Nastopoulos, Apostolos Lampridis | GRE Grécia       | 3:15.02 | Q - FA |
| 2    | Ed Nainby-Luxmoore, Caspar Jopling        | GBR Grã-Bretanha | 3:17.37 | Q - FA |
| 3    | Onat Kazakli, Ogeday Girisken             | TUR Turquia      | 3:18.19 | Q - FA |
| 4    | Mile Čakarun, Mate Ledenko                | CRO Croácia      | 3:18.36 | FB     |
| 5    | Yasin Khan, Gurpreet Singh                | IND Índia        | 3:24.64 | FB     |
| 6    | Asier Alonso, Ander Zabala                | ESP Espanha      | 3:27.59 | FB     |

### Semifinal A/B 2
17 de agosto, 11:55 (UTC+8)
| Pos. | Nome                                | País          | Tempo   | Notas  |
| ---- | ----------------------------------- | ------------- | ------- | ------ |
| 1    | Matthew Cochran, David Watts        | AUS Austrália | 3:18.50 | Q - FA |
| 2    | Jure Grace, Grega Domanjko          | SLO Eslovênia | 3:18.82 | Q - FA |
| 3    | Nikola Simović, Vuk Matović         | SRB Sérvia    | 3:19.82 | Q - FA |
| 4    | Teri Georgiev, Veselin Rusinov      | BUL Bulgária  | 3:20.38 | FB     |
| 5    | Bernardo Nannini, Marco di Costanzo | ITA Itália    | 3:26.44 | FB     |
| 6    | Benoît Demey, William Chopy         | FRA França    | 3:28.55 | FB     |

## Finais

### Final B
18 de agosto, 11:10 (UTC+8)
| Pos. | Nome                                | País         | Tempo   | Notas |
| ---- | ----------------------------------- | ------------ | ------- | ----- |
| 1    | Teri Georgiev, Veselin Rusinov      | BUL Bulgária | 3:11.39 |       |
| 2    | Benoît Demey, William Chopy         | FRA França   | 3:14.45 |       |
| 3    | Mile Čakarun, Mate Ledenko          | CRO Croácia  | 3:15.56 |       |
| 4    | Bernardo Nannini, Marco di Costanzo | ITA Itália   | 3:15.65 |       |
| 5    | Yasin Khan, Gurpreet Singh          | IND Índia    | 3:18.40 |       |
| 6    | Asier Alonso, Ander Zabala          | ESP Espanha  | 3:20.08 |       |

### Final A
18 de agosto, 12:00 (UTC+8)
| Pos.              | Nome                                      | País             | Tempo   | Notas |
| ----------------- | ----------------------------------------- | ---------------- | ------- | ----- |
| Medalha de ouro   | Jure Grace, Grega Domanjko                | SLO Eslovênia    | 3:05.65 |       |
| Medalha de prata  | Michalis Nastopoulos, Apostolos Lampridis | GRE Grécia       | 3:06.85 |       |
| Medalha de bronze | Matthew Chochran, David Watts             | AUS Austrália    | 3:07.52 |       |
| 4                 | Ed Nainby-Luxmoore, Caspar Jopling        | GBR Grã-Bretanha | 3:09.37 |       |
| 5                 | Nikola Simović, Vuk Matović               | SRB Sérvia       | 3:10.94 |       |
| 6                 | Onat Kazakli, Ogeday Girisken             | TUR Turquia      | 3:16.64 |       |